# جون كلارك (ممثل أسترالي)
جون كلارك (بالإنجليزية: John Clarke)‏ هو منتج تلفزيوني ومؤلف وكاتب سيناريو ومخرج وممثل أسترالي ونيوزيلندي، ولد في 29 يوليو 1948 في بالميرستون نورث في نيوزيلندا، وتوفي في 9 أبريل 2017 في Grampians National Park ‏ في أستراليا بسبب نوبة قلبية.

## وصلات خارجية
- الموقع الرسمي
- جون كلارك على موقع IMDb (الإنجليزية)
- جون كلارك على موقع ميوزك برينز (الإنجليزية)
- جون كلارك على موقع ميوزك برينز (الإنجليزية)
- جون كلارك على موقع ديسكوغز (الإنجليزية)
- جون كلارك على موقع قاعدة بيانات الفيلم (الإنجليزية)